# Lobizon otamendi
Lobizon otamendi là một loài nhện trong họ Lycosidae.
Loài này thuộc chi Lobizon. Lobizon otamendi được Piacentini & Cristian J miêu tả năm 2009. Grismado.